# Arquidiocese de Cracóvia
A Arquidiocese de Cracóvia (Archidiœcesis Cracoviensis, Archidiecezja krakowska) é uma arquidiocese da Igreja Católica situada em Cracóvia, na Polônia. É fruto da elevação da Diocese de Cracóvia. Seu atual arcebispo é Marek Jędraszewski. Sua Sé é a Catedral Basílica dos Santos Estanislau e Venceslau.
Possui 447 paróquias servidas por mais de 2 mil padres, contando com 1,5 milhão de habitantes batizados, 97,4% da população.

## História
A diocese de Cracóvia foi erigida no século X, pouco antes de 1000, talvez pelo rei Miecislau U no ano 984. A invasão da Boêmia de 1039 levou à destruição de arquivos eclesiásticos, por isso as origens da diocese e os nomes dos três primeiros bispos permanecem incertos ou lendários. Era originalmente um sufragânea da Arquidiocese de Gniezno.
A primeira cronologia foi compilada em 1266, a segunda em 1347. Originalmente, a diocese incluiu a cidade de Sandomir e Lublin, e toda a Pequena Polônia. De 1443 a 1791, os bispos de Cracóvia também foram Duques de Siewierz.
Em 1772, a diocese perdeu território ao sul do rio Vístula. Em 1790, ele perdeu a cidade de Lublin (agora Arquidiocese) e Kielce, onde duas novas dioceses foram erguidas.
No início do século XX, havia 850.000 católicos, 4.000 protestantes e 60.000 judeus em 197 paróquias da diocese. O imperador da Áustria tinha o privilégio de nomear o príncipe-bispo, após consulta com os bispos da Galícia.
Em 19 de agosto de 1807, devido à bula papal Quoniam carissimus do Papa Pio VII tornou-se parte da província eclesiástica de Lviv. Em 1818 tornou-se uma sufragânea da Arquidiocese de Varsóvia e em 1880, imediatamente sujeita à Santa Sé.
Foi elevada à categoria de arquidiocese metropolitana em 28 de outubro de 1925 pelo Papa Pio XI com a bula Vixdum Poloniae unitas, sendo atribuídas como Dioceses sufragâneas Tarnów, Kielce, Częstochowa e Katowice.
De 1964 a 1978 foi governado por Karol Józef Wojtyla, eleito Papa com o nome de Papa João Paulo II. Cracóvia é a primeira diocese não-italiana que teve seu ordinário eleito papa após 486 anos, pois o último foi Tortosa cujo arcebispo foi eleito papa sob o nome de Papa Adriano VI em 1522.
Em 8 de dezembro de 1981, o motto proprio Beata Hedvigis de João Paulo II instituiu a Pontifícia Academia de Teologia de Cracóvia, agora a Pontifícia Universidade Papa João Paulo II, que se origina da Faculdade de Teologia da Universidade Jaguelônica, fundada em 1397 pelo Papa Bonifácio IX.
Em 25 de março de 1992, a diocese perdeu uma parte de seu território, para o benefício da construção da nova diocese de Bielsko–Żywiec.

## Prelados
|                             | Nome                                         | Período    | Notas                                       |
| Arcebispos                  | Arcebispos                                   | Arcebispos | Arcebispos                                  |
| --------------------------- | -------------------------------------------- | ---------- | ------------------------------------------- |
| 5º                          | Marek Jędraszewski                           | 2016-      | Atual                                       |
| 4º                          | Stanisław Jan Cardeal Dziwisz                | 2005-2016  | Arcebispo emérito                           |
| 3º                          | Franciszek Antoni Cardeal Macharski          | 1978-2005  |                                             |
| 2º                          | Karol Józef Cardeal Wojtyła                  | 1964-1978  | Eleito Papa João Paulo II                   |
| 1º                          | Adam Stefan Cardeal Sapieha                  | 1925-1951  |                                             |
| Bispos                      |                                              |            |                                             |
| 71º                         | Adam Stefan Sapieha                          | 1911-1925  | Elevado à Arcebispo                         |
| 70º                         | Jan Maurycy Pawel Cardeal Puzyna z Kosielsko | 1895-1911  |                                             |
| 69º                         | Albin Cardeal Dunajewski                     | 1879-1894  |                                             |
| 68º                         | Wincenty Saryusz Karol Skórkowski            | 1829-1851  |                                             |
| 67º                         | Jan Pavel Woronicz                           | 1815-1828  | Nomeado Arcebispo de Varsóvia               |
| 66º                         | Andrzej Antoni Ignacy Gawronski              | 1804-1813  |                                             |
| 65º                         | Feliks Paweł Turski                          | 1788-1800  |                                             |
| 64º                         | Kajetan Ignacy Sołtyk                        | 1759-1788  |                                             |
| 63º                         | Andrzej Stanisław Kostka Załuski             | 1746-1758  |                                             |
| 62º                         | Jan Aleksander Cardeal Lipski                | 1732-1746  |                                             |
| 61º                         | Felicjan Konstanty Szeniawski                | 1720-1732  |                                             |
| 60º                         | Kazimierz Łubieński                          | 1710-1719  |                                             |
| 59º                         | Jerzy Albrecht Denhoff                       | 1701-1702  |                                             |
| 58º                         | Stanisław Kazimierz Dąbski                   | 1700       |                                             |
| 57º                         | Jan Małachowski                              | 1681-1699  |                                             |
| 56º                         | Andrzej Trzebicki                            | 1658-1679  |                                             |
| 55º                         | Piotr Gembicki                               | 1642-1657  |                                             |
| 54º                         | Jakub Zadzik                                 | 1635-1642  |                                             |
| 53º                         | Jan Albert Cardeal Wazy, S.J.                | 1632-1634  |                                             |
| 52º                         | Andrzej Lipski                               | 1630-1631  |                                             |
| 51º                         | Marcin Szyszkowski                           | 1616-1630  |                                             |
| 50º                         | Piotr Tylicki                                | 1607-1616  |                                             |
| 49º                         | Bernard Cardeal Maciejowski                  | 1600-1606  | Nomeado Arcebispo de Gniezno                |
| 48º                         | Jerzy Cardeal Radziwiłł                      | 1591-1600  | Simultaneamente Bispo de Vilnius            |
| 47º                         | Piotr Marikowski                             | 1577-1591  |                                             |
| 46º                         | Franciszek Krasiński                         | 1572-1577  |                                             |
| 45º                         | Filip Padniewski                             | 1560-1572  |                                             |
| 44º                         | Andrzej Zebrzydowski                         | 1551-1560  |                                             |
| 43º                         | Samuel Maciejowski                           | 1546-1550  |                                             |
| 42º                         | Piotr Gamrat                                 | 1538-1545  | Nomeado Arcebispo de Gniezno                |
| 41º                         | Jan Chojeński                                | 1537-1538  |                                             |
| 40º                         | Jan Latalski                                 | 1536-1537  | Nomeado Arcebispo de Gniezno                |
| 39º                         | Piotr Tomiczki                               | 1525-1535  |                                             |
| 38º                         | Jan Konarski                                 | 1503-1525  | Renunciou                                   |
| 37º                         | Fryderyk Cardeal Jagiellończyk               | 1488-1503  | Simultaneamente Arcebispo de Gniezno        |
| 36º                         | Jan Rzeszowski Jr.                           | 1471-1488  |                                             |
| 35º                         | Jan Lutek                                    | 1464-1471  |                                             |
| 34º                         | Jan Gruszczyński                             | 1463-1464  | Nomeado Arcebispo de Gniezno                |
| 33º                         | Jakub Sienieński (z Sienna)                  | 1460-1463  | Renunciou                                   |
| 32º                         | Tomasz Strzępiński                           | 1455-1460  |                                             |
| 31º                         | Zbigniew Cardeal z Oleśnicy                  | 1423-1455  | Primeiro cardeal polonês                    |
| 30º                         | Wojciech Jastrzębiec                         | 1412-1423  | Nomeado Arcebispo de Gniezno                |
| 29º                         | Piotr Wysz Radoliński                        | 1392-1412  | Nomeado Bispo de Poznań                     |
| 28º                         | Maffiolus de Lampugnano                      | 1392-1392  | Nomeado Arcebispo (título pessoal) de Płock |
| 27º                         | Jan Radlica                                  | 1382-1392  |                                             |
| 26º                         | Zawisza z Kurozwęki                          | 1380-1382  |                                             |
| 25º                         | Florian z Mokrska (Mokrski)                  | 1367-1380  |                                             |
| 24º                         | Jan Bodzanta                                 | 1348-1366  |                                             |
| 23º                         | Piotr z Falkówa                              | 1347-1348  |                                             |
| 22º                         | Jan Grotowic                                 | 1326-1347  |                                             |
| 21º                         | Nankier Kołda                                | 1320-1326  | Nomeado Bispo de Wrocław                    |
| 20º                         | Jan Muskata                                  | 1294-1320  |                                             |
| 19º                         | Prokop                                       | 1292-1294  |                                             |
| 18º                         | Paweł z Przemankowo                          | 1266-1292  |                                             |
| 17º                         | Jan Prandota                                 | 1242-1266  |                                             |
| 16º                         | Wisław z Kościelca (Zambra)                  | 1229-1242  |                                             |
| 15º                         | Iwo Odrowąż                                  | 1218-1229  |                                             |
| 14º                         | Wincenty Kadłubek, O. Cist.                  | 1208-1218  | Renunciou                                   |
| 13º                         | Fulko                                        | 1185-1207  |                                             |
| 12º                         | Gedko                                        | 1166-1185  |                                             |
| 11º                         | Mateusz                                      | 1143-1165  |                                             |
| 10º                         | Robert Korabita                              | 1141-1143  |                                             |
| 9º                          | Radostl                                      | 1118-1141  |                                             |
| 8º                          | Maur                                         | 1110-1118  |                                             |
| 7º                          | Baldwin Aichinger                            | 1103-1109  |                                             |
| 6º                          | Czesław                                      | 1100-1103  |                                             |
| 5º                          | Lambert III                                  | 1082-1100  |                                             |
| 4º                          | Stanislaus Szczepanów                        | 1072-1079  |                                             |
| 3º                          | Lambert Suła                                 | 1061-1071  |                                             |
| 2º                          | Walot                                        | 1059-1061  |                                             |
| 1º                          | Aron                                         | 1046-1059  |                                             |
| Bispos coadjutores          |                                              |            |                                             |
|                             | Eugeniusz Baziak                             | 1951-1962  | Faleceu                                     |
|                             | Michał Jerzy Poniatowski                     | 1775-1785  | Nomeado Arcebispo de Gniezno                |
| Bispos auxiliares           |                                              |            |                                             |
|                             | Robert Józef Chrząszcz                       | 2020-      | Atual                                       |
|                             | Janusz Edward Mastalski                      | 2018-      | Atual                                       |
|                             | Franciszek Ślusarczyk                        | 2018       | Renunciou                                   |
|                             | Damian Andrzej Muskus, O.F.M.                | 2011-      | Atual                                       |
|                             | Grzegorz Wojciech Ryś                        | 2011-2017  | Nomeado Arcebispo de Łódź                   |
|                             | Józef Guzdek                                 | 2004-2010  | Nomeado Bispo militar da Polônia            |
|                             | Jan Zając                                    | 2004-2014  | Bispo auxiliar emérito                      |
|                             | Kazimierz Nycz                               | 1988-2004  | Nomeado Bispo de Koszalin-Kołobrzeg         |
|                             | Jan Szkodoń                                  | 1988-2022  | Bispo auxiliar emérito                      |
|                             | Kazimierz Górny                              | 1984-1992  | Nomeado Bispo de Rzeszów                    |
|                             | Stanislaw Smolenski                          | 1970-1992  |                                             |
|                             | Albin Małysiak, C.M.                         | 1970-1993  |                                             |
|                             | Julian Jan Groblicki                         | 1960-1992  |                                             |
|                             | Karol Józef Wojtyła                          | 1958-1964  | Elevado à Arcebispo                         |
|                             | Stanislaw Rospond                            | 1927-1958  |                                             |
|                             | Anatol Wincenty Nowak (Novak)                | 1900-1924  | Nomeado Bispo de Przemyśl                   |
|                             | Antoni Junosza Gałecki                       | 1862-1879  | Renunciou                                   |
|                             | Franciszek Ksawery Zglenicki                 | 1824-1841  |                                             |
|                             | Tomasz Nowiński, C.R.S. Sepul.               | 1816-1830  |                                             |
|                             | Augustyn Karol Lipiński                      | 1811-1814  |                                             |
|                             | Wojciech Józef Radoszewski                   | 1787-1796  |                                             |
|                             | Józef Olechowski                             | 1786-1809  |                                             |
|                             | Jan Kanty Leńczowski                         | 1767-1807  |                                             |
|                             | Franciszek Podkański, S.J.                   | 1753-1786  | Renunciou                                   |
|                             | Michał Ignacy Kunicki                        | 1726-1751  |                                             |
|                             | Michał Szembek                               | 1706-1726  |                                             |
|                             | Kazimierz Łubieński                          | 1701-1705  | Nomeado Bispo de Chełm                      |
|                             | Stanisław Szembek                            | 1690-1700  | Nomeado Bispo de Włocławek                  |
|                             | Mikołaj Oborski                              | 1658-1689  |                                             |
|                             | Wojciech Lipnicki                            | 1646-1657  |                                             |
|                             | Tomasz Oborski                               | 1614-1645  |                                             |
|                             | Paweł Dembski                                | 1587-1614  |                                             |
|                             | Jakub Milewski                               | 1578-1586  |                                             |
|                             | Marcin Białobrzeski, O. Cist.                | 1566-1577  | Nomeado Bispo de Kamyanets-Podilskyi        |
|                             | Stanisław Słomowski (Szbomowski)             | 1560-1565  | Nomeado Arcebispo de Lviv                   |
|                             | Andrzej Spot, O. Cist.                       | 1547-1560  |                                             |
|                             | Erasmus de Cracovia, O. Cist.                | 1544-?     |                                             |
|                             | Dominik Malachowski, O.P.                    | 1527-1544  |                                             |
|                             | Jacques Mechowski, O. Cist.                  | 1512-?     |                                             |
|                             | Jan Amicinus (Przyjaciel)                    | 1503-1526  |                                             |
|                             | Marian Lulia, O.P.                           | 1499-1503  |                                             |
|                             | Paweł de Krakow, O.P.                        | 1464-1498  |                                             |
|                             | Georg (Jerzy), O.F.M.                        | 1446-1461  |                                             |
| Administradores apostólicos |                                              |            |                                             |
|                             | Eugeniusz Baziak                             | 1951-1962  | Arcebispo de Lviv e Bispo coadjutor         |
|                             | Jan Albert Cardeal Wazy, S.J.                | 1632       | Nomeado Bispo diocesano                     |
|                             | Piotr Gamrat                                 | 1541-1545  | Arcebispo de Gniezno                        |